# Fluminense Football Club (pallavolo femminile)
Il Fluminense Football Club è una società pallavolistica femminile brasiliana, con sede a Rio de Janeiro: milita nel campionato brasiliano di Superliga Série A e fa parte della omonima società polisportiva.

## Storia
Il club di pallavolo femminile del Fluminense Football Club viene fondato nel 1902, all'interno dell'omonima società polisportiva. Vince i suoi primi trofei negli anni quaranta, conquistando due edizioni consecutive del Campionato Carioca. Nel seguente decennio, conquistato il terzo titolo Carioca della propria storia, dà in seguito inizio a una scia di otto titoli statali consecutivi, facendo ancora meglio a cavallo tra gli anni sessanta e settanta, quando inanella undici vittorie sempre nel Campionato Carioca. 
Sempre in questo periodo, prende parte al campionato sudamericano per club, conquistando bel sei titolo, quattro dei quali consecutivi; partecipa inoltre alle prime edizioni della massima divisione del campionato brasiliano, all'epoca denominato Campeonato Brasileiro de Voleibol de Clubes, di cui si aggiudica la prima edizione nel 1976 e il suo secondo titolo nel 1981. Conquista inoltre altri tre titoli statali prima del 1984, anno in cui il club di pallavolo femminile viene sciolto, proseguendo solo con l'attività giovanile.
La formazione adulta torna in gioco brevemente tra il 1994 e il 1997, conquistando due titoli Carioca, e tra il 2012 e il 2013, limitandosi sempre alle competizioni statali fino al 2016, anno dell'ennesima rifondazione alla quale segue la conquista del ventottesimo titolo statale e l'iscrizione in Superliga Série B: dopo il secondo posto nel campionato cadetto, partecipa al torneo selettivo per la Superliga Série A, centrando la promozione in massima serie, che torna a disputare a partire dalla stagione 2016-17.

## Rosa 2024-2025
| N° | Nome              | Ruolo | Data di nascita  | Nazionalità sportiva |
| -- | ----------------- | ----- | ---------------- | -------------------- |
| 1  | Lara Filomeno     | C     | 11 febbraio 1989 | Brasile              |
| 4  | Daniela Seibt     | C     | 17 aprile 2000   | Brasile              |
| 5  | Pietra Jukoski    | S     | 4 maggio 1998    | Brasile              |
| 6  | Lana Conceição    | S     | 8 dicembre 1996  | Brasile              |
| 7  | Lays de Freitas   | C     | 13 ottobre 1995  | Brasile              |
| 8  | Amanda Francisco  | S     | 16 agosto 1988   | Brasile              |
| 9  | Sofhia Lopes      | P     | 31 gennaio 2001  | Brasile              |
| 10 | Stephany Morete   | S     | 30 agosto 2003   | Brasile              |
| 11 | Priscila Heldes   | P     | 27 marzo 1992    | Brasile              |
| 12 | Massiel Matos     | S     | 16 aprile 1998   | Rep. Dominicana      |
| 13 | Ariane Teixeira   | O     | 27 dicembre 1996 | Brasile              |
| 14 | Tamara Ábila      | O     | 10 ottobre 1998  | Brasile              |
| 15 | Camila Barbosa    | C     | 17 gennaio 1988  | Brasile              |
| 16 | Vanessa Janke     | S     | 8 marzo 1991     | Brasile              |
| 19 | Maila Ribeiro     | L     | 6 maggio 2005    | Brasile              |
| 20 | Letícia Moura     | L     | 8 maggio 2003    | Brasile              |
| 22 | Marcelle da Silva | L     | 2 febbraio 2002  | Brasile              |

## Palmarès
- Campionato brasiliano: 2

1976, 1981
- Campionato Carioca: 28

1941, 1942, 1953, 1956, 1957, 1958, 1959, 1960, 1961, 1962,
1963, 1967, 1968, 1969, 1970, 1971, 1972, 1973, 1974, 1975,
1976, 1977, 1980, 1982, 1983, 1994, 1997, 2016
- Campionato sudamericano per club: 6

1971, 1972, 1977, 1978, 1979, 1980